# Bourgon
Bourgon – miejscowość i gmina we Francji, w regionie Kraj Loary, w departamencie Mayenne.
Według danych na rok 1990 gminę zamieszkiwały 582 osoby, a gęstość zaludnienia wynosiła 28 osób/km² (wśród 1504 gmin Kraju Loary Bourgon plasuje się na 798. miejscu pod względem liczby ludności, natomiast pod względem powierzchni na miejscu 525.).